# Гојевићи (Фојница)
Гојевићи је насељено место у Босни и Херцеговини у општини Фојница. Административно припада Федерацији Босне и Херцеговине, односно њеном Средњобосанском кантону. Према попису становништва из 2013. у насељу је било 567 становника, а већинску популацију у насељу чинили су Хрвати.

## Становништво
По последњем службеном попису становништва из 2013. године у насељу је живело 567 становника, а село је било етнички хомогено са већинском хрватском популацијом.
| Националност | 2013. | 1991.        | 1981.        | 1971.        |
| Бошњаци      | —     | 6 (0,97%)    | 6 (1,09%)    | 0            |
| Хрвати       | —     | 586 (95,28%) | 518 (94,18%) | 459 (98,29%) |
| Срби         | —     | 9 (1,46%)    | 13 (2,36%)   | 2 (0,42%)    |
| Југословени  | —     | 0            | 4 (0,72%)    | 0            |
| Црногорци    | —     | 0            | 6 (1,09%)    | 3 (0,64%)    |
| остали       | —     | 14 (2,27%)   | 3 (0,54%)    | 3 (0,64%)    |
| Укупно       | 567   | 615          | 550          | 467          |